# 高大經
高大經（1501年—？），字以仁，號小溪，直隸順德府任縣人，民籍，明朝政治人物。

## 生平
嘉靖四年（1525年）乙酉科順天府鄉試第六十九名舉人。嘉靖八年（1529年）中式己丑科會試第六十六名，登第三甲第八十四名進士。授山東歷城縣知縣，官蒲台知县，卒。

## 家族
曾祖高泰；祖父高𨕱；父高時，曾任監生。母吳氏。慈侍下。兄高拱。